# HTC MAX 4G
De HTC MAX 4G werd op 12 november 2008 aangekondigd op de website van HTC uit Taiwan, de fabrikant van dit toestel. De HTC MAX 4G draait op Windows Mobile 6.1. Deze smartphone is het eerste toestel van HTC dat ondersteuning heeft voor WiMAX-netwerken.
De smartphone is op dit moment alleen beschikbaar in Rusland, speciaal voor het Yota-netwerk dat daar is opgezet.. Verwacht wordt dat in de loop van 2009 het toestel ook in Europa zal worden uitgebracht.